# Heteronyx viduus
Heteronyx viduus är en skalbaggsart som beskrevs av Blackburn 1910. Heteronyx viduus ingår i släktet Heteronyx och familjen Melolonthidae. Inga underarter finns listade i Catalogue of Life.